# Армія нового зразка
Армія нового зразка (англ. New Model Army) — збройні сили круглоголових, створені у 1644 році в ході англійської Громадянської війни за ініціативою Олівера Кромвеля на базі залізнобоких. Чисельність армії сягала 22 тисяч солдатів та офіцерів, об'єднаних у 23 полки (12 полків піхоти, 1 полк драгун, 10 полків кавалерії). В Армії нового зразка панувала жорстка дисципліна й культивувався високий релігійний (протестантський) дух. Одним з головних засобів виховання парламентської армії вважалось вивчення солдатами Священного письма. Деякий час всередині армії були суперечності між левелерами та грандами.

## Історія створення
Ідея організації Армії нового зразка витікала з невдоволення багатьох членів Парламенту ходом першого періоду громадянської війни. Попри те, що війська Парламенту мали чисельну перевагу над роялістами, ця перевага зводилась нанівець низькою дисципліною, зумовленою принципами набору рекрутів. Солдати, завербовані в тих чи інших графствах власними землевласниками, неохоче бились далеко від рідних земель. До того ж, загони очолювали представники знаті, а деякі офіцери (особливо з числа пресвітеріан) підозрювались у ненадійності й таємних симпатіях до Карла I.
19 листопада 1644 року депутати від графств так званого «Східного союзу» (англ. Eastern Association), на які лягав головний тягар з фінансового забезпечення військ, оголосили в Парламенті про неможливість подальшого фінансування війни. Парламент у відповідь на це доручив провести свого роду «інвентаризацію» армії. 9 грудня в Палаті громад було винесено на голосування «Акт про самозречення» (англ. Self-denying Ordinance), відповідно до якого всі члени Палати лордів і Палати громад мали відмовитись від командних постів в армії. Єдиний виняток було зроблено для Олівера Кромвеля, який, зберігши посаду командувача кавалерії за головнокомандувача Томаса Ферфакса, провів реорганізацію збройних сил Парламенту, зливши три нерегулярні армії в одну регулярну під проводом Ферфакса.
Наступна битва під Несбі (14 червня 1645 року), у якій круглоголові здобули перемогу над кавалерами (втім, останні поступались їм за кількістю вдвічі), посилила авторитет Кромвеля та його ідеї з реформування армії.